# Джордже Зограф
Джордже (на гръцки: Τζιώρτζης, Ζώρζης, Γεώργιος) е зограф, работил в светогорските манастири през XVI век.

## Биография
В 1546/1547 година Джордже изписва католикона на светогорския манастир Дионисиат. В 1557/ 1558 изписва католикона на манастира „Свети Висарион Дусику“, Трикалско. На Джордже Зограф се приписват и няколко неподписани творби - стенописите от 1560 година в католикона на манастира Русану, Метеора, стенописите в „Свето Преображение Господне“ (Големия Метеор) и стенописите от 1568 година в Дохиар.
На Джордже Зограф се приписва и неподписаната икона на Свети Йоан Предтеча от централния проскинитарий в католикона на манастира Дохиар.